# Kevin Tancharoen
Kevin Harwick Tancharoen (Los Angeles, 23 d'abril de 1984) és un director de cinema, productor, guionista, ballarí i coreògraf estatunidenc.

## Vida i carrera
Tancharoen va néixer a Los Angeles, Califòrnia. És germà de l'escriptora i productora Maurissa Tancharoen (i cunyat de Jed Whedon) i fill de Tommy Tancharoen.
És conegut per ser coreògraf de Madonna, dirigir "The Onyx Hotel Tour" de Britney Spears i cocrear DanceLife per a MTV.
Va debutar com a director de llargmetratges el 2009 amb el remake de la pel·lícula de 1980 Fama. El 2010, Tancharoen va dirigir el curtmetratge Mortal Kombat: Rebirth com a prova de concepte per a la seva visió d'una nova funció de Mortal Kombat. A partir d'això, va dirigir i produir la sèrie web Mortal Kombat: Legacy.
El 2011, Tancharoen va dirigir Glee: The 3D Concert Movie, una pel·lícula de concerts en 3D de la gira Glee Live! In Concert! basada en la sèrie musical de televisió. El 29 de setembre de 2011, New Line Cinema/Warner Bros. va anunciar que Kevin Tancharoen havia signat per dirigir una nova adaptació a la pantalla gran de Mortal Kombat, però es va retirar del projecte l'octubre de 2013. En una entrevista, Tancharoen va dir a Nerd Reactor que encara té previst dirigir la temporada 3 de Mortal Kombat: Legacy.

## Filmografia
- Fame (2009)
- Mortal Kombat: Rebirth (2010; també guionista, productor i editor)
- Glee: The 3D Concert Movie (2011)
- Arcana (2011)

Televisió
- Britney Spears Life from Miami (2004)
- The JammX Kids (2004)
- Twentyfourseven (2006)
- Dancelife (2006; 8 episodis, també coproductor executiu)
- Pussycat Dolls Present: The Search for the Next Doll (2007)
- Mortal Kombat: Legacy (2011–2013; co-desenvolupador)
- Sequestered (2014; 8 episodis, també coproductor)
- Marvel's Agents of SHIELD (2014-2020; 16 episodis)
- The Flash (2015–2018; 3 episodis)
- Supergirl (2015; 1 episodi)
- 12 Monkeys (2016; 1 episodi)
- Arrow (2016–2018; 3 episodis)
- Legends of Tomorrow (2016–2017; 2 episodis)
- Midnight, Texas (2017; 1 episodi)
- Prison Break (2017; 2 episodis)
- Marvel's Iron Fist (2017; 1 episodi)
- Star (2017–2018; 2 episodis)
- Marvel's Inhumans (2017; 1 episodi)
- Deception (2018; 1 episodi)
- Warrior (2019; 1 episodi)
- Titans (2019; 1 episodi)
- A Million Little Things (2019; 1 episodi)
- Tell Me a Story (2020; 1 episodi)
- Marvel's Helstrom (2020; 1 episodi)
- The Book of Boba Fett (2022; 1 episodi)[10]

Altres
- You Got Served (2004, actor) com a Ballarí
- Strange Fruit (2008; editor i compositor)
- Mortal Kombat: Rebirth (2010; productor)
- Mobbed (2011; productor consultor)